# Apollogracht (schip, 1991)
De Apollogracht was een vrachtschip van bevrachtingskantoor Spliethoff. De thuishaven van dit schip was Amsterdam. Op dit schip staan 3 kranen die elk 40 ton kunnen hijsen. Het schip is in 1991 in gebruik genomen en heeft tot 2016 voor Spliethoff gevaren.
In 2016 is het schip naar Rusland verkocht, hernoemd in Nikifor Begichev, thuishaven Moermansk.